# Оттон (майордом)
Оттон (Отто; лат. Otto; убит в 641, 642 или 643) — майордом Австразии (с 640 года).

## Биография
Основным историческим источником о жизни Оттона является «Хроника» Фредегара.
Оттон, единственный из персон VII века носивший это имя, был сыном австразийского доместика Уро, владевшего землями в окрестностях Парижа. Он принадлежал к влиятельному в Эльзасе роду Вейсенбургов. Благодаря положению отца, Оттон в 633 или 634 году был назначен наставником малолетнего короля Австразии Сигиберта III, старшего сына Дагоберта I. Этот же пост хотел занять и Пипин Ланденский. Предпочтение, которое Оттону было оказано королём Дагобертом I, положило начало многолетнему конфликту Вейсенбургов с Пипинидами.
После смерти Пипина Ланденского в 640 году должность майордома стала вакантной. На получение этого поста предъявили претензии два знатных австразийца: сын Пипина Гримоальд Старший и Оттон. Заручившись поддержкой многочисленных приверженцев, они в течение нескольких лет боролись друг с другом за обладание должностью майордома. Вероятно, Оттон пользовался поддержкой правителей пограничных земель, таких как Фара из рода Агилольфингов и герцог Тюрингии Радульф, в то время как основным союзником Гримоальда был епископ Кёльна Куниберт. Из житийной литературы известно, что Оттон также поддерживал близкие связи с некоторыми представителями нейстрийской знати, в том числе, с Бургундофарой. Из-за отсутствия достаточного количества документов о истории Франкского государства этого времени, точно неизвестно, занимал ли Оттон должность майордома официально или был лишь претендентом на этот пост. В хронике Фредегара он упоминается только как baiolos и описывается как человек, который «надулся гордостью, завидовал Гримоальду и пытался свергнуть его». Однако многие современные историки считают Оттона полноправным обладателем должности майордома Австразии. Конфликт между двумя знатными австразийцами разрешился только со смертью Оттона, погибшего от руки герцога Алеманнии Леутари II. По свидетельству Фредегара, убийство было организовано Гримоальдом. По разным сведениям, это событие произошло в 641, 642 или 643 году. После устранения своего соперника Гримоальд Старший беспрепятственно получил пост майордома.
Поздние средневековые хроники сообщали, что Оттон был основателем Вейсенбургского аббатства и что его сыном был герцог Эльзаса Гундоин, также враждовавший с Пипинидами. Внуком Оттона по дочери Амаллинде эти хроники называли герцога Тюрингии Радульфа. Однако сведения этих источников не подтверждаются современными событиям документами.